# Phoenix Rising (Deströyer 666)
Phoenix Rising è il secondo album discografico del gruppo musicale australiano Deströyer 666, pubblicato nel 2000 dalla Season of Mist.

## Tracce
Testi di K. K. Warslut.
1. Rise of the Predator – 4:05
2. The Last Revelation – 2:25
3. Phoenix Rising – 3:57
4. I Am the Wargod (Ode to the Battle Slain) – 7:33
5. The Eternal Glory of War – 5:20
6. Lone Wolf Winter – 6:37
7. Ride the Solar Winds – 4:52
8. The Birth of Tragedy – 5:19

## Formazione
- K. K. Warslut - voce e chitarra
- Deceiver - batteria
- Bullet Eater - basso
- Shrapnel - chitarra